# Valérie Trierweiler
Valérie Massonneau Trierweiler (Angers, 16 de fevereiro de 1965) é uma jornalista e autora francesa. Ela já apresentou talk shows políticos e contribuiu para a revista francesa Paris Match. Ela é mais conhecida por ter sido parceira do presidente da França, François Hollande, até janeiro de 2014, período em que exerceu a função de primeira-dama de seu país.

## Biografia
Valérie nasceu em Angers, a quinto filha de seis crianças. Seu pai, Jean-Noël Massonneau, havia perdido uma perna em uma mina terrestre durante a Segunda Guerra Mundial, quando tinha 13 anos, e morreu aos 53 anos, quando sua filha tinha 21 anos. Sua mãe trabalhou na recepção da pista de gelo de Angers após a morte de seu pai.
Ela estudou História e Ciência Política e obteve um DESS em ciência política na Universidade de Paris 1 Pantheon-Sorbonne.

## Carreira
Em 2005, ela começou a apresentar talk shows políticos, especialmente entrevistas, no canal de televisão Direct 8. Ela liderou o programa semanal de entrevistas políticas Le Grand 8 até 2007 e, com Mikaël Guedj, é co-apresentadora do programa semanal Politiquement Parlant ("politicamente falando") desde setembro daquele ano.
Em 2012, ela anunciou que manteria seu contrato como jornalista na revista Paris Match, apesar de seu namorado ter sido eleito presidente da França.
Em 12 de junho de 2012, ela causou polêmica generalizada ao twittar em apoio a Olivier Falorni, que estava nas eleições como candidato socialista dissidente em La Rochelle, contra Ségolène Royal, ex-parceira de François Hollande. Hollande já havia tornado público seu próprio apoio à campanha de Royal.
Em 2017, Trierweiler publicou seu primeiro romance, Le secret d'Adèle. O livro é sobre a vida de Adele Bloch-Bauer, mais conhecida pelo Retrato de Adele Bloch-Bauer I, de Gustav Klimt.

## Vida pessoal
Seu primeiro casamento, com o amigo de infância Franck Thurieau, terminou em divórcio sem filhos. Seu segundo casamento foi com Denis Trierweiler, subeditor da revista Paris Match, além de escritor e acadêmico. Esse casamento gerou três filhos e o processo de divórcio levou três anos (2007–2010).
Ela conheceu François Hollande durante as eleições parlamentares de 1988 enquanto ele morava com Ségolène Royal. Eles começaram o relacionamento em 2007, enquanto ela ainda era casada, e a tornou pública em outubro de 2010 após a divulgação do divórcio.
Em janeiro de 2014, uma matéria da revista Closer contou com sete páginas de supostas revelações e fotos sobre um caso entre Hollande e a atriz francesa Julie Gayet. Valérie foi posteriormente internada no hospital em 10 de janeiro "para descanso e alguns testes". Em 17 de janeiro, Hollande fez sua primeira visita particular para vê-la no hospital. Em 25 de janeiro, foi anunciado que seu relacionamento com Hollande havia terminado.
Em setembro de 2014, foi publicado um livro escrito por Valérie, Merci pour ce moment (Obrigado por este momento). Ela detalha seu relacionamento com Hollande e sua separação.